# Gérard Moneyron
Gérard Moneyron (Parigi, 17 gennaio 1948) è un ex ciclista su strada francese che corse negli anni '70.

## Palmarès

### Strada
- 1971 (Fagor, due vittorie)

Parigi-Camembert
Circuit des Boucles de la Seine
- 1972 (Gan, una vittoria)

Prologo Étoile des Espoirs (Rennes > Rennes, cronometro)
- 1973 (Gan, una vittoria)

5ª tappa Tour de Romandie (Charmey > Lancy)

## Piazzamenti

### Grandi Giri
- Tour de France

1972: 36º
1973: 79º
1974: 72º
1975: 80º
1977: fuori tempo massimo (17ª tappa)

### Classiche monumento
- Milano-Sanremo

1974: 26º
- Giro delle Fiandre

1971: 77°
- Parigi-Roubaix

1971: 45°

### Competizioni mondiali
- Campionati mondiali su strada

Mendrisio 1971 - In linea Elite: ritirato

### Competizioni europee
- Campionati europei su pista

Francia 1973- Americana: 9°